# Silene tomentosa
Silene tomentosa (смілка гібралтарська) — рідкісна багаторічна рослина з роду Смілка родини Гвоздичних, яка до кінця XX сторіччя вважалася вимерлою. Вузький ендемік Гібралтару, який відносять до групи так званих мікровидів — рослин з дуже схожою будовою, що займають близькі екологічні ніші. Латинська видова назва перекладається як «повстиста» і вказує на запушені листки і стебла, що загалом не притаманне смілкам.

## Опис

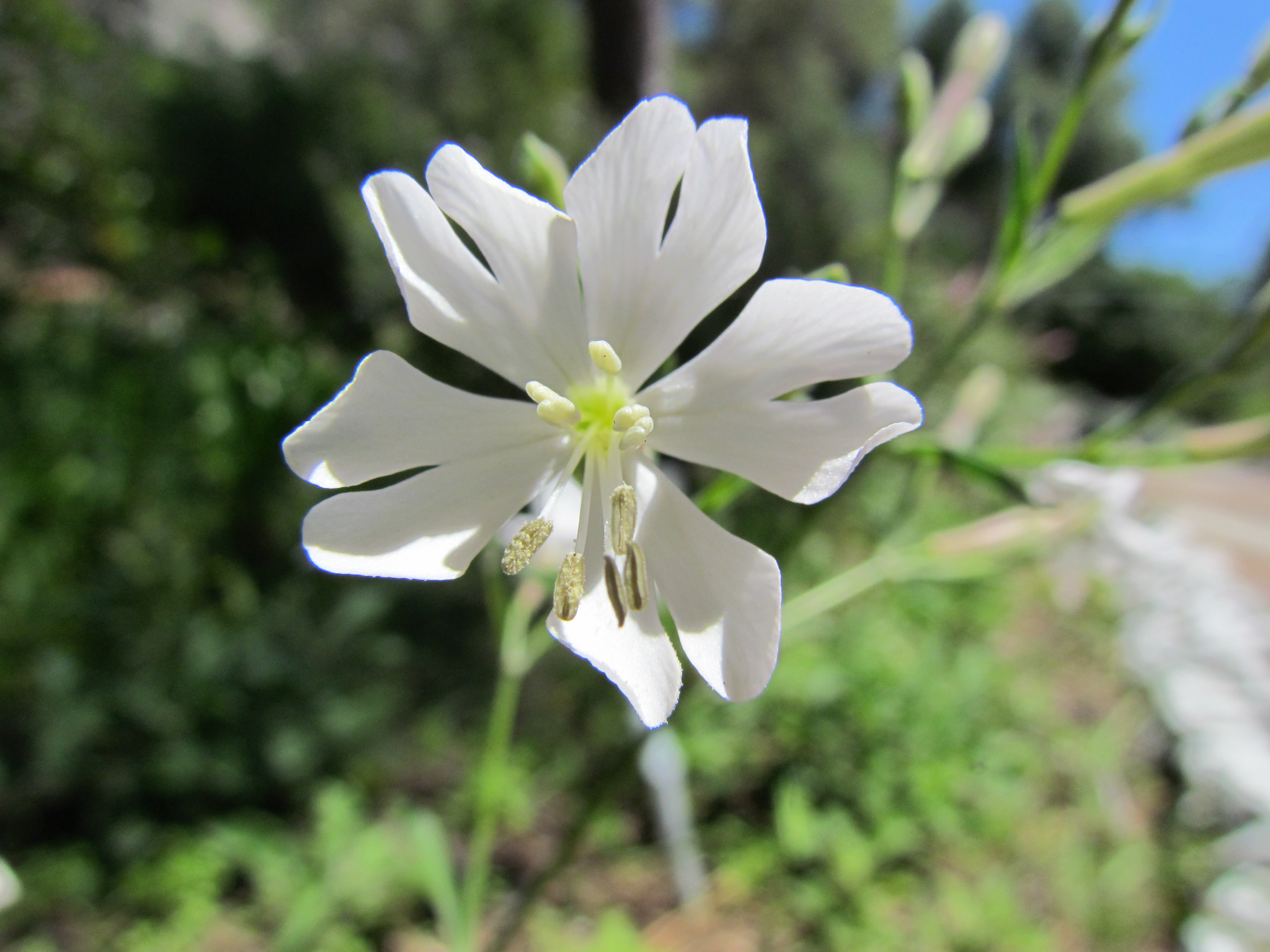
Квітка великим планом

Трав'яниста рослина заввишки 30–50 см. Стебла прямовисні, розгалужені, вкриті дуже короткими волосками. Нижні листки зібрані в прикореневу розетку і також коротко запушені.
Суцвіття складаються з 2–4 квіток. Квітки двостатеві, п'ятичленні, від рожевого до рожево-білого кольору, з сильним запахом гвоздики. Чашечка трубчаста. Пелюстки завдовжки 9–10,5 мм, обернено-яйцеподібні, з глибокою виїмкою на верхівці, яка поділяє їх майже на дві половини. Насінини ниркоподібної форми, ≈ 1,5 мм завдовжки.
Число хромосом 2n=24.

## Екологія та поширення
Цвітіння Silene tomentosa триває з кінця квітня до червня. Квіти запилюються комахами. Особливості будови квітки (великий розмір, асиметричність розташування пелюсток, світлий колір та сильний запах) дають підставу вважати, що запилювачами виступають нічні метелики. Плодоношення триває з кінця травня по липень. Поширення насіння відбувається протягом червня і липня за допомогою вітру і дощових потоків.
Ареал цього виду дуже невеликий за площею і охоплює виключно гібралтарські скелі. У XX столітті Silene tomentosa вважалася вимерлою, оскільки тривалий час не вдавалося знайти осередків її зростання. Втім, у 1994 році на теренах Гібралтарського природного заповідника альпіністом було знайдено кілька особин цього виду. Дикі популяції Silene tomentosa розташовані на висоті від 350 до 400 метрів над рівнем моря. Рослини зростають у тріщинах юрських вапняків, де ґрунт більш вологий, ніж у навколишньому середовищі.

## Статус виду
Як вузький ендемік і вид з вкрай низькою чисельністю Silene tomentosa потребує ретельної охорони. Наразі усі дикі популяції охороняються в Гібралтарському природному заповіднику відповідно до гібралтарського закону Nature Protection Act (1991 р.). Крім того, програма з відновлення виду здійснюється у Гібралтарському ботанічному саду, а типові зразки зберігаються в Королівських ботанічних садах в Кью (Велика Британія). Як додатковий захід охорони, насіння цього виду збережене в рамках проекту «Millennium Seed Bank Partnership».

## Систематика
Цей таксон іноді розглядають як підвид Silene mollissima subsp. gibraltarica (Boiss.) Maire. Серед інших синонімів також відомий Silene gibraltarica Boiss.